# Serra da Tronqueira / Planalto dos Graminhais
Serra da Tronqueira / Planalto dos Graminhais este o arie protejată (sit de importanță comunitară — SCI) din Portugalia întinsă pe o suprafață de 2.010,63 ha, integral pe uscat.

## Localizare
Centrul sitului Serra da Tronqueira / Planalto dos Graminhais este situat la coordonatele 38°48′N 25°12′W / 38.8°N 25.2°V.

## Înființare
Situl Serra da Tronqueira / Planalto dos Graminhais a fost declarat sit de importanță comunitară în noiembrie 2012 pentru a proteja 10 specii de plante și 8 specii de animale.

## Biodiversitate
Situată în ecoregiunea , aria protejată conține 6 habitate naturale: Pajiști macaroneziene cu vegetație endemică, Pajiști mezofile macaroneziene, Mlaștini oligotrofe degradate, capabile încă de regenerare naturală, Turbării de acoperire (* exclusiv pentru turbării active), Mlaștini împădurite, Păduri macaroneziene de dafin (Laurus, Ocotea).
La baza desemnării sitului se află mai multe specii protejate:
- plante (10): Arceuthobium azoricum, Chaerophyllum azoricum, Culcita macrocarpa, Erica scoparia subsp. azorica, Frangula azorica, Picconia azorica, Prunus lusitanica subsp. azorica, Rumex azoricus, Trichomanes speciosum, Woodwardia radicans
- păsări (8): rață pitică (Anas crecca), Calonectris diomedea, Columba palumbus azorica, becațină comună (Gallinago gallinago), forfecuță gălbuie (Loxia curvirostra), becațină mică (Lymnocryptes minimus), Plectrophenax nivalis, Pyrrhula murina

Pe lângă speciile protejate, pe teritoriul sitului au mai fost identificate 32 de specii de plante, 23 de specii de păsări.